# Две гривны (монета)

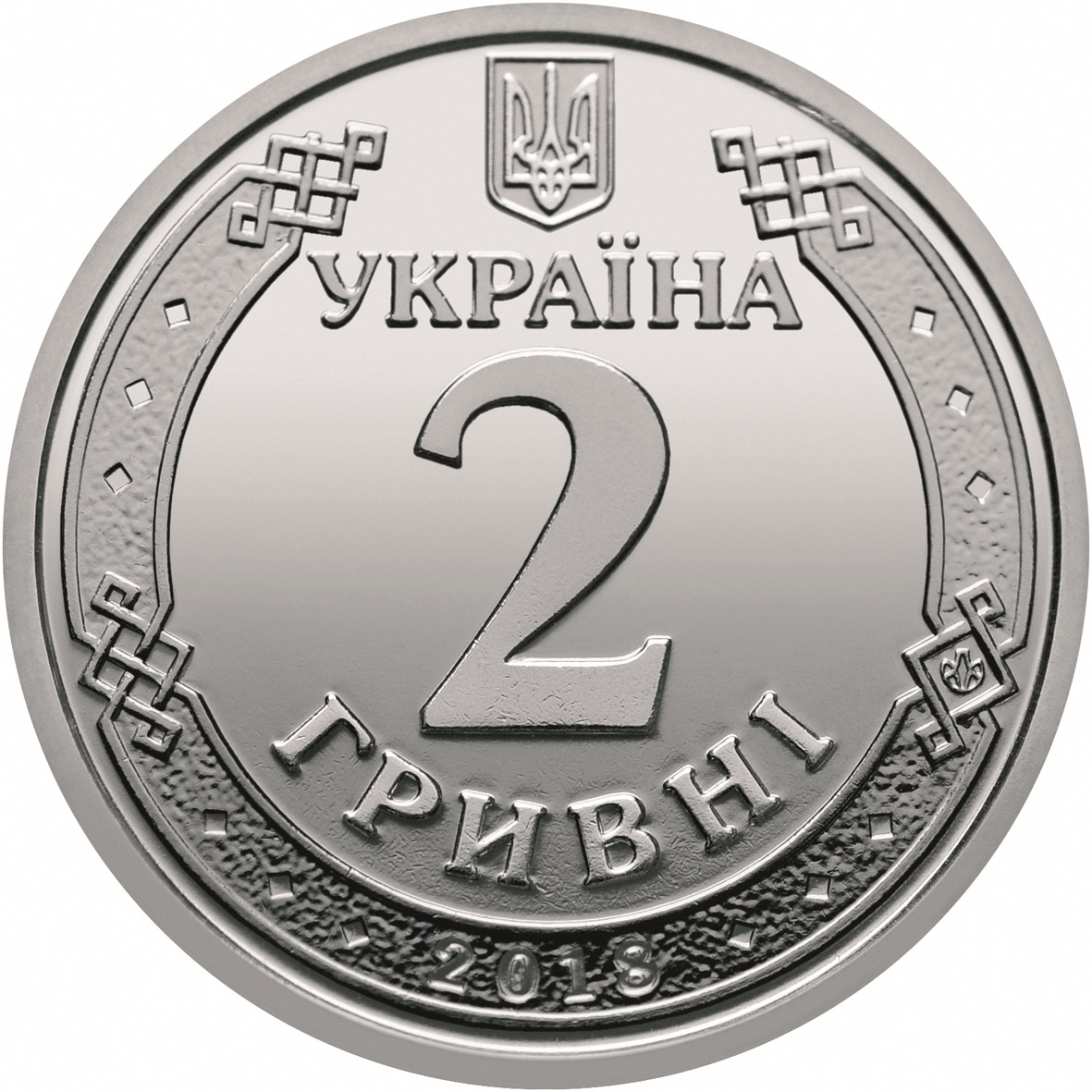
Монета 2 гривны образца 2018 года, аверс

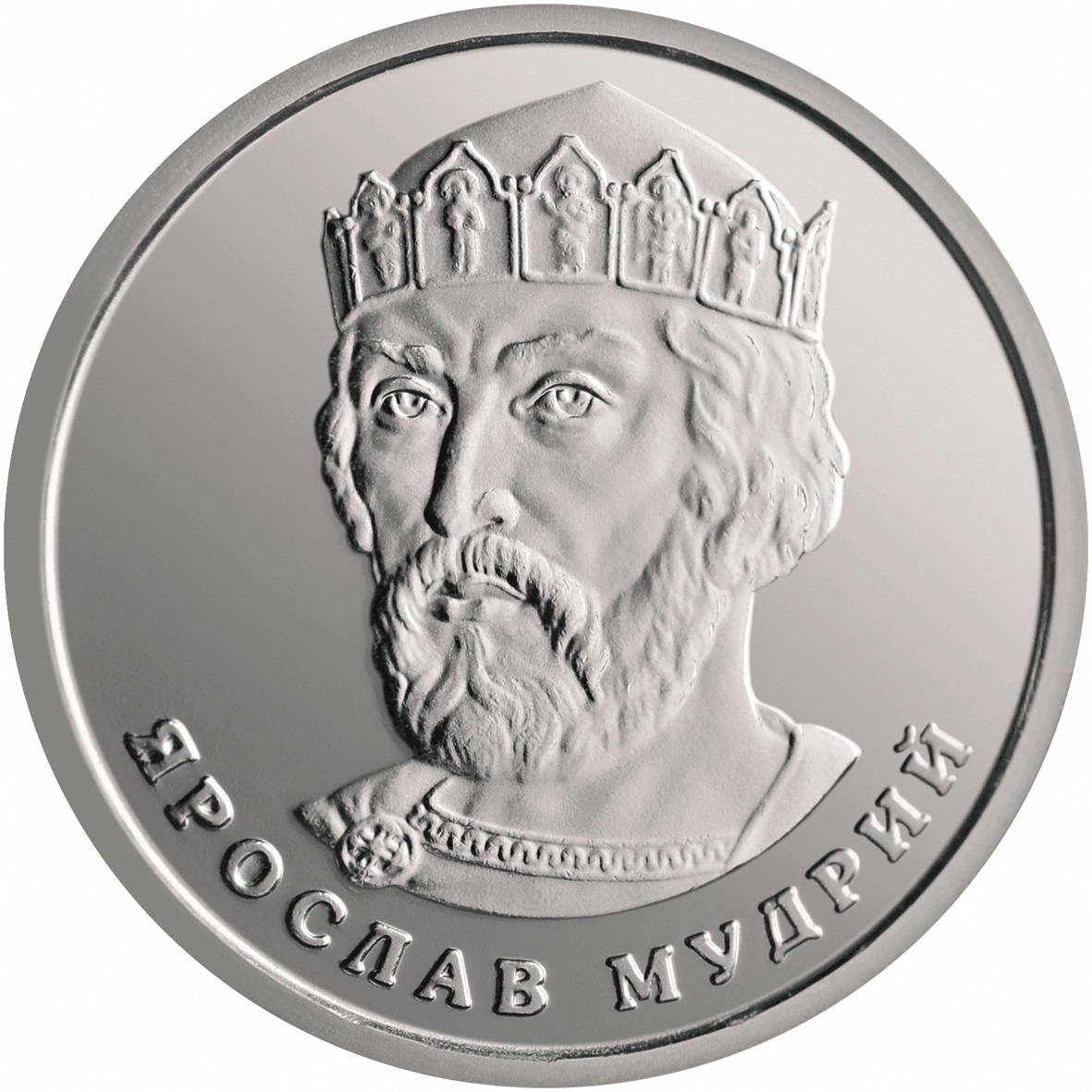
Реверс монеты

Две гривны (укр. Дві гривні) — номинал оборотных, памятных и инвестиционных монет Украины. Данные моменты находятся в параллельном обращении с банкнотами того же номинала, выпущенных с 2004 года и позже, является законным платёжным средством Украины и обязательна к приёму в платежи без каких-либо ограничений, а также зачислению на расчётные счета, вклады, платежи по кредиту и для денежных переводов по Украине и за рубеж.

## Оборотная монета образца 2018 года
Монета введена в обращение 27 апреля 2018 года. В этот день Национальный банк Украины начал замену бумажных банкнот номиналом 1 и 2 гривны на монеты тех же номиналов.
Диаметр новой монеты составил 20,2 мм, толщина 1,8 мм, масса— 4 грамма. На реверсе монеты изображён портрет князя Ярослава Мудрого, заимствованный с банкноты номиналом 2 гривны образца 2004 года.

## Юбилейные и памятные монеты
С целью популяризации украинского государства и поднятия престижа в глазах мирового общества, с 1996 года выпускаются различные серии юбилейных и памятных монет номиналом 2 гривны. С 1996 года до февраля 2011 года Нацбанком Украины был выпущены ряд монет номиналом 2 гривны:
- 100 лет Киевскому зоопарку (нейзильбер, 2008)
- 100 лет Киевскому национальному экономическому университету (нейзильбер, 2006)
- 100 лет Киевскому политехническому институту (нейзильбер, 1998)
- 100 лет мировой авиации и 70-летия Национального авиационного университета (нейзильбер, 2003)
- 100 лет Николаевскому зоопарку (нейзильбер, 2001)
- 100-летия биосферного заповедника «Аскания -Нова» (нейзильбер, 1998)
- 100-летия Национальной горной академии Украины (нейзильбер, 1999)
- 100-летие со дня основания Института виноградарства и виноделия имени В. Е. Таирова (нейзильбер, 2005)
- 100-летия украинского хоккея с шайбой (нейзильбер, 2010)
- 125 лет Национальному техническому университету «Харьковский политехнический институт» (нейзильбер, 2010)
- 125 лет Черновицком государственном университета имени Юрия Федьковича (нейзильбер, 2000)
- 165 лет Национальному университету "Львовская политехника " (нейзильбер, 2010)
- 170 лет Киевскому национальному университету (нейзильбер, 2004)
- 20-летия принятия Декларации о государственном суверенитете Украины (нейзильбер, 2010)
- 200 лет Владимиру Далю (нейзильбер, 2001)
- 200 лет Харьковскому национальному университету им . В. Н. Каразина (нейзильбер, 2004)
- 300 лет Давиду Гурамишвили (нейзильбер, 2005)
- 350 лет Львовскому национальному университету имени Ивана Франко (нейзильбер, 2 гривны, 2011)
- 5 лет Конституции Украины (нейзильбер, 2 гривны , 2001)
- 50 лет Киевгорстроя (нейзильбер, 2005)
- 50-летия Всеобщей декларации прав человека (нейзильбер, 1998)
- 55 лет освобождения Украины от фашистских захватчиков (нейзильбер, 1999)
- 55 лет Победы в Великой Отечественной войне 1941—1945 годов (нейзильбер, 2000)
- 70 лет образования Запорожской области (нейзильбер, 2009)
- 70 лет провозглашения Карпатской Украины (нейзильбер, 2009)
- 75 лет создания Донецкой области (нейзильбер, 2007)
- 75 лет Харьковского национального аэрокосмического университета им . Н. Е. Жуковского (нейзильбер, 2005)
- 80 лет провозглашения независимости УНР (нейзильбер, 1998)
- 80 лет провозглашения соборности Украины (нейзильбер, 1999)
- 80-летия боя под Крутами (нейзильбер, 1998)
- 90 лет создания Западно — Украинской Народной Республики (нейзильбер, 2008)
- 90-летия образования первого Правительства Украины (нейзильбер, 2 гривны, 2007)
- Азовка (нейзильбер, 2004)
- Анатолий Соловьяненко (нейзильбер, 1999)
- Андрей Левицкий (нейзильбер, 2009)
- Андрей Малышко (нейзильбер, 2003)
- Атомная энергетика Украины (нейзильбер, 2004)
- Бабак (золото, 2007)
- Пчела (золото 2010)
- Близнецы (золото, 2006)
- Богдан — Игорь Антоныч (нейзильбер, 2009)
- Бокс (нейзильбер, 2003)
- Борис Гмыря (нейзильбер, 2003)
- Борис Лятошинский (нейзильбер, 2005)
- Борис Мартост (нейзильбер, 2009)
- Василий Симоненко (нейзильбер, 2008)
- Василий Сухомлинский (нейзильбер, 2003)
- Василий Стус (нейзильбер, 2008)
- Викентий Хвойка (нейзильбер, 2000)
- Парусный спорт (Сидней — 2000) (нейзильбер, 2000)
- Водолей (золото, 2007)
- Владимир Вернадский (нейзильбер, 2003)
- Владимир Винниченко (нейзильбер, 2005)
- Владимир Ивасюк (нейзильбер, 2009)
- Владимир Короленко (нейзильбер, 2003)
- Владимир Сосюра (нейзильбер, 1998)
- Владимир Филатов (нейзильбер, 2005)
- Владимир Чеховский (нейзильбер, 2006)
- Всеволод Голубович (нейзильбер, 2005)
- Вячеслав Прокопович (нейзильбер, 2006)
- Вячеслав Чорновил (нейзильбер, 2003)
- Георгий Вороной (нейзильбер, 2008)
- Георгий Нарбут (нейзильбер, 2006)
- Григорий Квитка — Основьяненко (нейзильбер, 2008)
- Гриф чёрный (нейзильбер, 2008)
- Дева (золото , 2 гривны , 2008)
- Десятинная церковь (медно -никелевый сплав, 2 гривны, 1996)
- Дмитрий Луценко (нейзильбер, 2006)
- Дмитрий Яворницкий (нейзильбер, 2005)
- Добро — детям (нейзильбер, 2001)
- Евгений Петрушевич (нейзильбер, 2008)
- Ёж (золото, 2006)
- Ежегодное собрание Совета управляющих ЕБРР в Киеве в 1998 году (нейзильбер, 1998)
- Екатерина Билокур (нейзильбер, 2000)
- Зубр (нейзильбер, 2003)
- Иван Багряный (нейзильбер, 2007)
- Иван Кожедуб (нейзильбер, 2010)
- Иван Козловский (нейзильбер, 2000)
- Иван Огиенко (нейзильбер, 2007)
- Иван Франко (нейзильбер, 2006)
- Игорь Сикорский (нейзильбер, 2009)
- Илья Мечников (нейзильбер, 2005)
- Калина красная (золото 2010)
- Ковыль украинский (нейзильбер, 2010)
- Козерог (золото, 2007)
- Конькобежный спорт (нейзильбер, 2002)
- Кость Левицкий (нейзильбер, 2009)
- Лев (золото, 2008)
- Лев Ландау (нейзильбер, 2008)
- Аист (золото, 2004)
- Леонид Глебов (нейзильбер, 2002)
- Лесь Курбас (нейзильбер, 2 гривны , 2007)
- Любка двулистная (нейзильбер, 1999)
- Максим Рыльский (нейзильбер, 2005)
- Мария Заньковецкая (нейзильбер, 2004)
- Николай Бажан (нейзильбер, 2004)
- Николай Боголюбов (нейзильбер, 2009)
- Николай Василенко (нейзильбер, 2006)
- Николай Лысенко (нейзильбер, 2002)
- Николай Стражеско (нейзильбер, 2006)
- Михаил Грушевский (нейзильбер, 2006)
- Михаил Дерегус (нейзильбер, 2004)
- Михаил Драгоманов (нейзильбер, 2001)
- Михаил Коцюбинский (нейзильбер, 2004)
- Михаил Лысенко (нейзильбер, 2006)
- Михаил Максимович (нейзильбер, 2004)
- Михаил Остроградский (нейзильбер, 2001)
- Лиственница польская (нейзильбер, 2001)
- Монеты Украины (нейзильбер, 2 гривны, 1997)
- Морской конек (нейзильбер, 2 гривны, 2003)
- Наталья Ужвий (нейзильбер, 2008)
- Национальная юридическая академия Украины имени Ярослава Мудрого (нейзильбер, 2004)
- Овен (золото, 2 гривны, 2006)
- Александр Довженко (нейзильбер, 2004)
- Александр Корнейчук (нейзильбер, 2005)
- Александр Ляпунов (нейзильбер, 2007)
- Алексей Алчевский (нейзильбер, 2005)
- Олег Антонов (нейзильбер, 2006)
- Олег Ольжич (нейзильбер, 2007)
- Елена Телига (нейзильбер, 2007)
- Олесь Гончар (нейзильбер, 2000)
- Орел степной (нейзильбер, 1999)
- Остап Вересай (нейзильбер, 2003)
- Павла Вирского (нейзильбер, 2005)
- Павел Чубинский (нейзильбер, 2009)
- Панас Мирный (нейзильбер, 1999)
- Параллельные брусья (Сидней- 2000) (нейзильбер, 2000)
- Первая годовщина Конституции Украины (медно -никелевый сплав, 1997)
- Петр Григоренко (нейзильбер, 2007)
- Пилохвост украинский (нейзильбер, 2006)
- Плавание (нейзильбер, 2002)
- Пресноводный краб (нейзильбер, 2000)
- Пугач (нейзильбер, 2002)
- Рак (золото, 2008)
- Рыбы (золото, 2007)
- Рысь обыкновенная (нейзильбер, 2001)
- Саламандра (золото, 2003)
- Сергей Всехсвятский (нейзильбер, 2005)
- Сергей Королев (нейзильбер, 2007)
- Сергей Остапенко (нейзильбер, 2006)
- Серж Лифарь (нейзильбер, 2004)
- Сидор Голубович (нейзильбер, 2008)
- Симон Петлюра (нейзильбер, 2009)
- Скифское золото (золото, 2005)
- Скифское золото (богиня Апи) (золото, 2008)
- Скифское золото. Кабан (золото , 2009)
- Скорпион (золото, 2007)
- Слепыш песчаный (нейзильбер, 2005)
- Соломия Крушельницкая (медно -никелевый сплав, 1997)
- Соня садовая (нейзильбер, 1999)
- Софиевка (медно -никелевый сплав, 1996)
- Спортивное ориентирование (нейзильбер, 2 гривны, 2007)
- Стрелец (золото, 2 гривны, 2007)
- Танцы на льду (нейзильбер, 2001)
- Телец (золото, 2006)
- Весы (золото, 2008)
- Тройной прыжок (Сидней — 2000) (нейзильбер, 2000)
- Украинское врачебное общество (нейзильбер, 2010)
- Улас Самчук (нейзильбер, 2005)
- Харьковский национальный экономический университет (нейзильбер, 2006)
- Хоккей (нейзильбер, 2001)
- Художественная гимнастика (Сидней-2000) (нейзильбер, 2000)
- Чемпионат мира по футболу 2006 (нейзильбер, 2004)
- Черепаха (золото, 2009)
- Юрий Кондратюк (медно-никелевый сплав, 1997)
- Юрий Федькович (нейзильбер, 2004)